# Соціоніка
Соціо́ніка — концепція на перетині психології та соціології, запропонована у 1970-х роках литовською радянською вченою в галузі економіки та соціології (економічної соціології) Аушрою Ауґустінавічюте на основі типології особистостей Карла Юнга. Ауґустінавічюте та її наступники виділяють 16 типів особистостей та постулюють певні особливості характеру та поведінки для кожного типу, а також закономірності відносин між цими типами.
За визначенням самої Ауґустінавічюте соціоніка є наукою про «соціон, соціонну структуру суспільства, про різні типи інформаційного метаболізму і різні форми відносин між ними, про структуру і функціонування моделі інформаційного метаболізму». Соціоніку називають наукою про «стійкі типи мислення та поведінки людини» про «обмін інформацією між людиною і зовнішнім світом» та «типи психоінформаційних систем (людина, колектив, етнос, держава) і взаємодію між ними». Багатьма дослідниками вважається псевдонаукою.
В англомовному науковому світі соціоніка (англ. socionics) — це поле міждисциплінарних досліджень між соціологією, інформатикою та штучним інтелектом. Метою таких досліджень є аналіз поведінки штучних соціальних систем. Теорії інформаційного метаболізму А. Ауґустіновічюте це поле не стосується.

## Історія
Соціоніка з'явилась як поєднання ідей К. Г. Юнга про психологічні типи з концепцією польського психіатра А. Кемпінського про інформаційний метаболізм. Одним з ключовим термінів соціоніки є поняття типу інформаційного метаболізму, або соціонічного типу («соціотипу») як структури психіки, яка визначає в людині певний набір рис характеру.
Історія теорії, що отримала згодом назву «соціоніка» почалась ще в другій половині 60-х років, коли Аушра Ауґустінавічюте (коротке написання прізвища — Ауґуста), декан факультету сім'ї та шлюбу Вільнюського педагогічного університету, зацікавилась питанням: «Чому хороші люди, навіть за наявності взаємного бажання, так часто не можуть порозумітись між собою». Спочатку вона спробувала пояснити це в межах переважної на тоді ідеології марксизму-ленінізму, однак майже одразу зрозуміла безперспективність цієї ідеї — стосунки між людьми формуються не лише на основі приналежності людей до певних класів (зовнішні чинники), а завдяки певній внутрішній схильності. Ознайомившись із низкою різноманітних типологій особистості, Аушра Ауґустінавічюте вирішила поєднати ідеї швейцарського психолога, основоположника аналітичної психології Карла Густава Юнга з ідеєю польського психіатра Антонія Кемпінського про інформаційний метаболізм (там йдеться що подібно до того, як тіло людини потребує їжі у вигляді продуктів у певних співвідношеннях, психіка людини також потребує «їжі» у вигляді різної інформації, а нестача інформації певного типу пригнічує психіку і навіть може призвести до хвороб психіки). Ці ідеї вона поєднала з концепціями кібернетики та моделювання психічних процесів, що інтенсивно розвивались у 60—ті роки.
У 1995 році Російська академія природничих наук визнала соціоніку як відкриття, і її творця, Аушру Ауґустінавічюте, було нагороджено дипломом та медаллю імені академіка П. Л. Капіци.
Офіційним часом «народження» соціоніки вважається 1980-й рік, коли була оприлюднена перша робота з цієї дисципліни («Mokslas ir technika», Vilnius, 1980, Nr. 4). До новоствореної науки вкрай агресивно поставилися радянські ідеологи, а також їх ідеологізовані поплічники у сфері психології. Засади соціоніки, в яких розглядались різні та сталі типи та форми поведінки, мислення особистості, як раніше — аналогічні ідеї генетики та кібернетики, суперечили самій сутності тоталітарної радянської ідеології, що розглядала людей одномірно, як гвинтиків, які можна довільно переставляти. Однак низка вчених, зокрема доктор психологічних наук, професор М. М. Обозов та інші, особливо педагоги, кібернетики й фахівці зі створення штучного інтелекту, з цікавістю поставилися до теорії соціоніки. Тому Аушра Ауґустінавічюте, на запрошення різних зацікавлених наукових організацій, час від часу читала лекції у різних містах колишнього СРСР, на яких були присутні психологи, педагоги, вчителі, кібернетики, програмісти, інженери та наукові співробітники, які побачили у соціоніці як науці великий потенціал для всебічного застосування в багатьох наукових та суспільних сферах. Саме тому майже одразу соціоніка «пішла в народ» — неформальні клуби і гуртки з її вивчення почали виникати у різних частинах колишнього Радянського Союзу (Вільнюс, Ленінград, Київ, Новосибірськ тощо). В 1984-85 рр. А. Ауґустінавічюте, за запрошенням керівництва найбільшого в СРСР Інституту Кібернетики імені В. М. Глушкова АН УРСР (Київ) прочитала низку лекцій. Звідси, за підтримки прогресивних педагогів та філософів, постала Київська школа соціоніки — доктори філософії О. В. Букалов, В. В. Гуленко, В. Д. Єрмак, О. Г. Шульман, А. О. Овчаров, О. Б. Карпенко, В. В. Мегедь, С. І. Чурюмов, І. Ю. Литвиненко, та інші). Школа стала на чолі соціонічної спільноти аж до початку 2000-х рр.. Київ і донині (на початку XXI століття) залишається неформальною столицею соціоніки. В більшості захищених 836 дисертацій та наукових статей, де використовуються теорія і методи досліджень соціоніки, цитуються, крім праць доктора філософії А. Ауґустінавічюте, наукові напрацювання докторів та кандидатів наук — О. В. Букалова, В. В. Гуленка, В. Д. Єрмака, О. Б. Карпенка, В. В. Мегедь, А. О. Овчарова, Ю. С. Симонова, С. І. Чурюмова, Г. В. Чикирисової, Г. О. Шульмана. З 1986 року в Київському міському будинку учителя вже 27 років працює Міський науковий семінар з соціоніки, на якому було представлено та заслухано більше двох тисяч наукових доповідей. З 2001 р. у Будинку Вчених Національної академії наук України проходить щомісячний науково-освітній семінар з соціоніки (кер. доктор філософії О. В. Букалов). 1988 року в Полтаві відбулась перша Всесоюзна конференція з соціоніки під проводом Науково-технічного Товариства Радіоелектроніки та зв'язку ім. О. С. Попова. Конференції соціоніки проводяться регулярно з 1991 року — як міжнародні — у Києві, під егідою Міжнародного інституту соціоніки). У вересні 2014 року відбулась чергова, XXX Міжнародна конференція з соціоніки — «Психоінформаційні технології. Кадровий менеджмент та психологія особистості».
Завдяки великій зацікавленості у соціоніці студентів, викладачів, наукових співробітників, Національна наукова бібліотека ім. В. І. Вернадського організувала тематичну виставку «Соціоніка: наука спілкування, розуміння та згоди». На сьогоднішній день соціоніці присвячено більше 3 тисяч наукових робіт, близько тисячі фахівців ведуть активну дослідницьку діяльність (наукометричні дані по соціоніці). Міжнародним інститутом соціоніки видається шість міжнародних спеціалізованих науково-практичних журналів — (рос.): «Соционика, ментология и психология личности», «Менеджмент и кадры: психология управления, соционика и социология», «Психология и соционика межличностных отношений», «Педагогика, психология и соционика образования» та інші, найстаріший з-поміж яких — «Соционика, ментология и психология личности», міжнародний міждисциплінарний реферований науковий журнал, виходить друком з 1995-го року. До редколегії журналу входить низка академіків та докторів наук, зокрема Зязюн Іван Андрійович, директор Інституту педагогіки і психології професійної освіти Академії педагогічних наук України, академік Академії педагогічних наук України, Заслужений працівник вищої школи УРСР, доктор філософських наук, професор; Новіков Віктор Васильович, президент Міжнародної академії психологічних наук (Російська Федерація), доктор психологічних наук, професор; Обозов М. М., академік Міжнародної академії психологічних наук, доктор психологічних наук (Росія), професор; Донченко О. А., доктор соціологічних наук, професор, головний науковий співробітник Інституту соціальної та політичної психології Національної академії педагогічних наук України; Саєнко Ю. І., доктор економічних наук (економічна соціологія), зав. відділом соціальних експертиз Інституту соціології Національної Академії Наук України. З 2006 року працює Міжнародна Наукова Вчена Рада з Соціоніки, в яку входить низка докторів наук різних країн.

## Терміни та поняття
Соціо́н — одне з ключових понять, що позначає систему з усіх 16 соціотипів, часто мислиться як «кватерніон кватерніонів» (тобто система систем).
У роботах Аушри Ауґустінавічюте соціон розуміється як своєрідний мінімальний елемент соціального, «молекула» соціуму (у цьому значенні ідея соціону досить тісно пов'язана з ідеєю «біону» як одиниці біологічного), а тому соціон можна розуміти як певну модель ідеального соціуму.
Соціотип (соціонічний тип; тип інформаційного метаболізму (ТІМ), як спеціальний термін, назва) — поняття соціоніки, що позначає фіксований спосіб здійснення складного інформаційного процесу, зокрема — вроджену і незмінну впродовж життя структуру психіки, яка визначає спосіб взаємодії психіки з інформацією та світом. Варто розрізняти соціонічний тип та тип особистості — останній крім соціонічних характеристик містить у собі ще й низку набутих психологічних.

## Основні положення соціоніки
1. Свідомість людини розглядається як інформаційна система, що поділяється на 8 підсистем віддзеркалення окремих аспектів світу, або функцій інформаційного метаболізму: інтуїцію, сенсорику, логіку і етику з урахуванням екстраверсії або інтроверсії.
2. На відміну від схематизації класифікації якостей К. Г. Юнга, введено поняття про ієрархічне дискретне розташування функцій та їх диференціацію як у свідомості, так і в підсвідомому — від найбільш розвиненої й диференційованої до найменш розвиненої.
3. На кожному з рівнів (свідомому і підсвідомому) розміщені в порядку ступеня диференціації по дві пари функцій. В одній парі міститься раціональна функція — логіка або етика, та — ірраціональна — інтуїція чи сенсорика.
4. За характером сприйняття, переробки і видачі інформації розрізняються 16 типів, або соціотипів, залежно від комбінації 8 функцій.
5. Характер потреби, мотивація поведінки і сама поведінка людини (груп чи спільноти) спрямовується типом інформаційного метаболізму (ТІМом).
6. Кожен ТІМ характеризується особливостями сприйняття тих чи інших аспектів навколишнього світу, на які накладаються виховання і культурний контекст епохи.
7. Психоінформаційна взаємодія шістнадцяти ТІМів характеризуються 16 типами відносин: від повної сумісності — дуальності до конфліктних відносин.
8. Шістнадцять ТІМів утворюють соціон, що ділиться на 4 (стійкі за психологічними відносинами) четвірки ТІМів — квадри.
9. Крім симетричних стосунків (однакове ставлення одне до одного — їх дванадцять) існують і асиметричні (взаємини, що спрямовані в одному напрямку — соціального замовлення (де один з ТІМів виступає замовником, а інший підзамовним) та контролю (де один соціотип виступає контролером, а інший підконтрольним). Відносини в соціоні утворюють кільця соціального прогресу, на індивідуальному рівні — вплив на поведінку соціотипів — боротьба, стрес, умиротворення та інші. Чотири квадри пов'язані між собою двома кільцями соціального прогресу — еволюційним і коригувальним. У суспільстві квадри відіграють велику роль завдяки тому, що квадра об'єднана загальною концепцією світорозуміння і цінностей.
10. Квадра поділяється на дві діади, в кожну з яких входять ТІМи, що найкраще від природи доповнюють один одного — дуальні двійки.
В рамках соціоніки прописані моделі психіки кожного типу. Тому соціонічні методи інформаційного моделювання дозволяють створювати моделі опису поведінки для малих та великих груп, колективів, етносів і їх взаємодію. Моделювання на підставі категорій та теорії систем — дозволяє виокремити соціоніку з проміж гуманітарних наук. Соціоніка співвідноситься з гуманітарними науками так само, як точними, природничими. Подібно математиці надає вираження чітким структурам і категорія психологічного. Перехід експериментальних гуманітарних досліджень до точного визначення понятійного апарату буде більш прикладним у разі застосування аналітичних даних соціоніки.
Про це свідчить різноманітність використання даних та методів соціоніки у більш ніж 830 дисертаціях з більшості гуманітарних, деяких природничих, а також з технічних наук. Широка сфера прикладного застосування соціонічних методів для застосування у різноманітних наукових дисциплінах як інструменту аналізу..

## Соціоніка як академічна та навчальна дисципліна
На думку прихильників соціонічного підходу з допомогою соціоніки можна визначити ступінь сумісності людей у групі та між собою: від подружжя, родини — до робочого колективу, та надати потрібні рекомендації для їх покращення.. Соціоніка, на відміну від інших типологій (Юнга, Кейрсі, Маєрс-Бріггс), дає змогу передбачити характер відносин і ступінь ділової та психологічної сумісності людей ще до того, як вони будуть об'єднані в один колектив. На відміну від соціометрії що аналізує вже сформовані стосунки.

### Російська Федерація
У програмі вищої професійної освіти РФ за спеціальністю «Соціологія», прийнятої Університетським Міжвузівським об'єднанням (УМО), до якого входить 116 університетів країни, і затвердженої та впровадженої Міністерством освіти і науки РФ входить одне заняття з соціальної психології, до якого серед інших психологічних типологій внесена і соціонічна.
Професор ядерної фізики Борис Литвинов у своєму курсі основ інженерної діяльності на останніх двох лекціях розглядає соціонічну модель як спосіб створення робочих груп і колективів.
Доктор психологічних наук В. Г. Крисько присвятив соціоніці статтю у «Словнику-довіднику з соціальної психології».
Математична психологія (Інститут психології) використовує і розглядає соціонічні моделі психіки. Соціонічні моделі та концепції розглядаються психологами, також, у контексті системної організації та детермінації психіки.
На початку 2000-х рр. на юридичному факультеті Челябінського університету, Марина Губенко читала курс «Практика вирішення індивідуальних і колективних трудових спорів: Соціоніка», де автор пропонувала соціонічний метод для вирішення трудових спорів.

### Україна
У підручнику «Психологія управління» (доктор економічних наук, професора Є. І. Ходаківський зі співавторами), соціоніці присвячено цілий розділ. Подібним чином, такий розділ відведено у «Політології» професора Кухти.
Деякі автори вважають, що соціонічне знання є одним з яскравих досягнень сучасної психології.
Соціоніку викладають у державних університетах різних країн — України, Російської Федерації й інших країн СНД, у тому числі тих, що входять в о об'єднання Сітьового Університету СНД — 26 університетів (спеціалізація «Міжнародний менеджмент») а також в країнах Євросоюзу — Болгарії, Литві, Латвії, Румунії, Естонії, чи як окремий курс, або, з огляду на те, що методи соціоніки застосовуються у різних гуманітарних науках, у складі таких навчальних дисциплін, як: Соціологія, педагогіка, соціальна психологія, менеджмент, психологія управління, керування людськими ресурсами, конфліктологія, соціально-культурний сервіс та туризм, інформатика та програмування, філософія, неврологія, журналістика, документознавство, реклама, бібліотекознавство, соціальна робота, лінгводидактика, та в інших, у тому числі в технічних дисциплінах.
В деяких університетах соціоніка одночасно викладається на різних кафедрах відповідно до потреб їх спеціалізації. Так, наприклад, у Вищій школі економіки (Москва) на факультеті прикладної політології вона входить в курс дисципліни «Основи світової і російської журналістики», а на факультеті бізнес-інформатики — в курс дисципліни «Ділові та міжкультурні комунікації». В Самарському державному аерокосмічному університеті ім. Академіка С. П. Корольова, соціоніка викладається на кафедрах соціології та філософії. В Тюменському державному університеті програми підготовки за спеціальностями «Державне та муніципальне управління», «Інформаційний менеджмент» і «Туризм». Навчальні плани Омського державного педагогічного університету для бакалаврів за напрямом «Конфліктологія» та магістрів за напрямом «Філософія» пропонують соціоніку серед курсів за вибором. У Daugavpils University соціоніку викладають у магістратурі при підготовці психологів-вихователів та на факультеті музики і мистецтв.
Університетами Російської Федерації, України, Болгарії, Румунії, видано кілька десятків підручників і монографій з соціоніки, або з суміжних наук де методам соціоніки присвячені окремі розділи.
Станом на 2015 рік, дослідження (у тому числі в академічних установах) та прикладні роботі у сфері соціоніки проводилися в Україні, Російській Федерації, Казахстані та інших країнах СНД, в країнах Європейського Союзу — Болгарії, Великій Британії, Латвії, Литві, Естонії, Австрії, Німеччині тощо, а також в США.
В 2015 році незалежні українські дослідники, інженер О. К. Ковальчук та філолог В. О. Дудкевич опублікували спільну теорію під назвою «Практична соціоніка», де за допомогою логічних нововведень та схеми довели, що соціоніка не може бути частиною психології і може існувати тільки, як незалежна наука. В теорії налічується 5 закономірностей, які логічно доводять ці твердження. Таким чином, завдяки цим нововведенням з «Практичної соціоніки», сама соціоніка отримує повне право називатись наукою.

## Наукові дослідження в межах соціонічноїпарадигми
Професори економіки Г. Фінк та Б. Майрхофер (Австрія) ставлять соціоніку А. Аугустінавічюте на перше місце серед вибраних ними чотирьох моделей профілювання особистості, які заслуговують на особливу увагу через їх важливість у дослідженні особистості (в тому числі кібернетичну теорію Маруями, «п'ятифакторну модель», типологію Маєрс-Бриггс), проте зауважують, що в науковій літературі з менеджменту моделі соціоніки не використовуються
Інтерни-хірурги Дж. Хорвуд і А. Мо (Уельс) у роботі з формування колективів використали соціонічну модель нарівні з типологією Маєрс-Бриггс для аналізу особистісних взаємодій.

## Сфери застосування
Менеджмент, кадрове консультування (професійна орієнтація, сумісність у робочому колективі, стратегія підприємства на базі типів співробітників), підготовка авіаційних та космічних екіпажів, педагогіка (вивчення взаємодії поміж викладачем та студентом / учнем, проблеми засвоєння навчального матеріалу), сімейне консультування (шлюб та розлучення, проблеми віку), фундаментальні наукові дослідження (математичне моделювання, генетика, психофізіологія, морфологія — зовнішні параметри соціонічних типів), психологічні ігри та тренінги.

### Соціонічні технології в менеджменті, підборі персоналу та створенні колективів
В останні 2010-ті роки соціонічний інструментарій все активніше використовується компаніями України, Російської Федерації, та інших країн. Це, наприклад, застосуання соціонічної моделі в системі оцінки персоналу на підприємствах компанії «Російський Алюміній». Для виявлення типів застосовують різний інструментарій, а головним чином спостереження і тестування, зокрема, відомі тестові методики.
Експериментальні дослідження колективів, показують, що за підсумками продукту їхньої спільної діяльності соціонічні колективи (тобто колективи, підібрані за сприятливими інтертипними відносинами) виявилися більш результативні при менших ресурсних затратах (час, психічні процеси). Таким чином, соціоніка дає на сьогоднішній день найбільш простий і оригінальний метод формування робочих, навчальних колективів та інших соціальних груп із заздалегідь запланованим завданням. Проведені дослідження підтвердили потребу та доцільність формування колективів, особливо спеціальних, у тому числі пов'язаних з безпекою, за допомогою соціонічних технологій. Наприклад, експериментальне дослідження низки авіаційних диспетчерських служб, проведене в Санкт-Петербурзькому державному університеті (СПб ГУ ГА) показало, що обчислюваний на базі СМІО (Соціонічної моделі інтертипних взаємин) інтегральний показник якості взаємодії диспетчерів дуже корелює з даними соціометричного Колірного Тесту Стосунків.
Існує багато наукових монографій та підручників, де розглядаються принципи застосування практичних методів соціоніки для формування ефективних колективів. Автори таких робіт підкреслюють, що моделювання ситуацій в колективах на основі соціоніки можна вести двома основними шляхами: через формування малих груп на основі соціонічних структур (квадр, клубів, типів темпераменту) і через аналіз інтертипних стосунків членів групи. Основоположним чинником вибору підходу, буде являтися конкретна мета. Якщо ми хочемо проаналізувати ситуацію в колективі, робочу атмосферу, з можливим внесенням коректив, то найкраще провести аналіз інтертипних взаємин між членами колективу.

### Соціоніка в системі безпеки атомних електростанцій
Застосування принципів соціоніки у системі безпеки атомних електростанцій розглядається в спеціальному підручнику.

### Педагогічна соціоніка
Як наслідок широкого застосування методів соціоніки у педагогіці склався новий науковий напрямок — Педагогічна соціоніка.
Найбільш активно соціоніка використовується в освітньому процесі, причому не тільки як інструмент вчителя для керування навчальним процесом, але і як основа для розвитку і вдосконалення системи освіти та підготовки кадрів. Педагог, який володіє соціонічними знаннями і технологіями, може свідомо налагоджувати взаємодії з оточенням і підвищити ефективність професійної діяльності. Цілеспрямоване використання інтертипних взаємин, дозволяє інтенсифікувати дидактичний процес, посилити мотивацію учнів.
Соціоніка також застосовується для оцінки індивідуально-психологічних та особистих якостей людини задля прогнозування успішності його професійної діяльності. Низка авторів, у тому числі із Запорізького національного університету, пропонує підхід, в якому саме соціоніка може стати теоретичною основою особистісно-орієнтованих освітніх технологій.
Загалом, методи соціоніки використано у більш ніж 260 докторських та кандидатських дисертаціях з питань педагогіки.

### Соціоніка впілотованій космонавтиці
У Центрі підготовки космонавтів імені Ю. А. Гагаріна в Зоряному містечку (Російська Федерація) під керівництвом старшого наукового співробітника Центру доктора мед.наук Р. Б. Богдашевського, методи соціоніки з 1992 року успішно використовуються для підготовки російських космонавтів і міжнародних космічних екіпажів до космічних польотів, оскільки питання міжособистісної сумісності та ефективності спільної роботи в екстремальних умовах і замкнутому просторі, є дуже важливими для успішності польоту.. У Зоряному містечку проводяться науково-практичні семінари з використання методів соціоніки і типології особистості для підготовки космічних екіпажів. Питання створення космічних екіпажів, у тому числі за допомогою методів соціоніки, особливо для тривалих польотів, розглядалися на міжнародній конференції з космічних досліджень, на Космічному форумі 2011 р, та конференції «Пілотовані польоти в космос» (Conference «Piloted Flights into Space»), які проходили у Зоряному містечку і в Президії Російської Академії наук (Москва), у доповідях д.м.н., професора Р. Б. Богдашевського, доктора філософії А. В. Букалова та доктора філософії О. Б. Карпенка. У системі підготовки космонавтів, для кожного космонавта знання соціонічного типу, як власного, так і членів екіпажу, їх провідних психічних функцій, аналіз специфіки інтертипних взаємодій і стосунків, що дозволяє дати прогноз психологічної сумісності в космічному екіпажі, є невід'ємною частиною системи тренувань, підготовки до космічного польоту, і відбивається, в тому числі, в письмових «Звітах про підсумки тренування», та інших документах.

### Авіаційнасоціоніка
З огляду на важливість безпеки польотів, пасажирів, та членів екіпажів повітряних суден, методи соціоніки виявились практично необхідними для авіації. Виникла Авіаційна соціоніка, яка є складовою частиною в ході підготовки авіаційного персоналу. Наприклад, на підставі розпорядження Міністерства транспорту Російської Федерації Департаментом льотних стандартів в 2001 року було затверджено типову програму «Підготовка авіаційного персоналу в галузі людського чинника», що передбачає не тільки знання основ соціоніки льотчиками та іншими авіаційними фахівцями, але і прогнозування методами соціоніки взаємодій в авіаційних екіпажах, в тому числі такі теми: «Тема 5. „Авіаційна соціоніка і її місце у вирішенні проблеми людського фактора“: Витоки авіаційної соціоніки. Вчення К. Г. Юнга про типи особистості. А. Ауґустінавічюте і створення соціоніки. Сучасний стан соціонічної науки. Соціотипи та їх класифікація. Інтертипні взаємини. Соціонічні складові професійної характеристики. Тема 6. „Проблема формування льотних екіпажів та інших авіаційних колективів з високою ефективністю взаємодії“: Документи, які регламентують процес формування льотних екіпажів. Актуальність проблеми формування колективів з високою ефективністю взаємодії. Загальні принципи формування команди. Підходи до формування команд, прийняті в соціоніці: квадра і типологія „неквадральних“ команд. Формування команд в концепції цілеспрямованих систем. Тема 7. „Формування ефективних команд на базі соціонічних моделей“: Нечіткі множини: терміни та визначення. Соціонічна модель людини. Соціонічна модель члена екіпажу. Екіпаж як колективний оператор. Соціонічна характеристика екіпажу. Кількісна оцінка ефективності взаємодії. Умови досягнення синергізму. Прогностична Соціонічна характеристика екіпажу. Соціонічна модель інтертипних відносин. Соціонічна модель екіпажу та її розрахунок. Використання соціонічної моделі інтертипних відносин для формування ефективної команди. Тема 8. „Проблема оцінки взаємодії людини і техніки“: Оцінка взаємодії в системі „пілот — повітряне судно“. Критерії оцінки взаємодії. Соціонічні аспекти взаємодії пілота з повітряним судном. Запобігання помилок пілота конструктивними і технологічними заходами»
А. В. Малішевський і О. В. Арінічева (Санкт-Петербурзький Державний Університет Цивільної Авіації) досліджували питання комплектування екіпажів літальних апаратів на базі соціонічного підходу з використанням соціонічної моделі інтертипних взаємин (СМІО). Було виявлено, що обчислюваний на підставі СМІО інтегральний показник якості взаємодії צ високо імовірно (p ≤ 0,01) відповідає даним кольорового тесту стосунків (рос. ЦТО) Еткинда і перевищує за силою кореляцію даних колірного тесту з кожної з окремих складових. При цьому результати, отримані за прогностичним показником якості взаємодії צ, порівнювались за величиною з експертними оцінками, а також з соціонічними характеристиками екіпажів (СХЕ), які розраховуються за методикою, запропонованою С. Д. Лейченко. Було зроблено висновок, що соціонічний інтегральний показник якості взаємодії צ дає можливість здійснювати потрібну кадрову політику, і дозволяє створювати трудові колективи, в тому числі авіаційні екіпажі, які володіють високою здатністю взаємодії.
Проводяться численні дослідження у цій області, захищено низку дисертацій, видані фундаментальні монографії.
Для прикладу, задля поліпшення взаємодії авіаційного персоналу провідними фахівцями Санкт-Петербурзького університету ЦА, з використанням методів соціоніки було обстежено 2330 осіб, у тому числі: студенти СПб ГУГА, Російського ГПУ ім. А. І. Герцена і СПб ГУ культури і мистецтв; льотний склад авіакомпаній: «Сибір», «БАЛ», «Атлант-Союз», «Уральські авіалінії», «САТ», «Лукойлавіа», «Газпромавіа», «Томскавіа», «Мавіал», «Enimex» (Естонія), «Ейр Казахстан», «Азербайджан Хава Йоллари», «КазЕйр Уест», «Новоуренгойського ВАТ», «Авіашельф», «Рус Ейр», « Югана» тощо; диспетчери керування повітряним рухом (рос. УВС): Москви, Хабаровська, Ростова-на-Дону, Новокузнецька, Магадана, Норильська, Саратова, Омська, Кемерово, Нового Уренгоя, Сиктивкара, Нальчика, Усть-УТА, Колпашево, Печори, Евенкії, Якутії і Сахаліну викладачі ряду АУЦ і практично всіх льотних училищ Російської Федерації; представники Азербайджану, Росії, Казахстану, Узбекистану, України, Естонії. Ця база — підсумок майже 10 років дослідницької роботи. У власних дослідженнях автори посилаються на фундаментальні розробки Київської школи соціоніки, Міжнародного інституту соціоніки, на публікації в журналах (рос.): «Соционика, ментология и психология личности», «Менеджмент и кадры: психология управления, соционика и социология».
В експериментальних дослідженнях Національного авіаційного університету та Державної льотної академії України показано, що використання соціометричного і соціонічного підходів до комплектування льотних екіпажів та диспетчерських змін, відіграють важливу роль під час роботи авіаційних фахівців. З позицій системного підходу було визначено соціонічні типи особистостей авіаційних фахівців та їх взаємодію під час виконання професійних завдань у складі малої групи на прикладі диспетчерської зміни. За наслідками досліджень, було отримано соціометричні і соціонічні показники авіаційних диспетчерів. Проведено кореляційне дослідження отриманих параметрів. Визначена інтенсивність зв'язку між рівнями взаємодії особистостей. Практична цінність досліджень полягає в розробці автоматизованого модуля для визначення індивідуальних соціонічних характеристик операторів та оцінки ефективності їх взаємодій в процесі керування повітряним рухом, зокрема, в особливих випадках польоту.

### Соціологічна та політологічна соціоніка
Філософ та соціолог, к.ф.н. В. А. Кононов вважає, що соціоніка потрібна не лише соціології, а й науці в цілому як універсальний методологічний інструмент, як теорія антропного принципу. До того-ж накопичені соціонікою знання, потрібні в соціології особистості, розгляді малих груп та їх динаміки, аналізі соціальних спільнот, вивчення законів соціального розвитку з опертям на закон змінюваності квадр Букалова — Гуленко.
Доктор соціологічних наук В. Н. Антошкін зазначає, що соціоніка як наука про типи інтелекту або типах інформаційного метаболізму (соціотип) виконує для ряду наук інтегруючу методологічну роль, оскільки, наприклад, в соціології добре розвинений апарат емпіричних досліджень, але треба перевести все багатство зібраного нею фактичного матеріалу в типологічну форму. У соціонічному аналізі вирізняють соціотипи, як типові зразки соціальної поведінки людей. Кожен соціотип має свою соціальну місію і виконує власну соціальну роль. Соціотип — це інтеграція проявів особистості на 4 рівнях — фізичному, психологічному, соціальному та інтелектуальному. Соціальний рівень як первинний, базовий — є носієм, субстратом для інтелектуального рівня. Соціальне визначає інтелектуальне, а інфомоделі локалізуються і проявляються в соціумі. Тому соціоніка органічно пов'язана з соціологією. При цьому методи соціоніки дозволяють стискати інформацію, що аналізується, в тисячі і мільйони разів без втрати основних параметрів завдання або проблеми Це свого роду метамова, яка пропонується для освоєння діловим людям і менеджерам. Тому єдина фіксована класифікація типів інтелекту і типів соціальної поведінки, дозволить систематизувати великий матеріал соціальних і гуманітарних наук. Це приведе до оптимізації процесів дослідження, навчання та керування. Соціоніка вивчає інтегральні типи товариств, етносів та інших спільнот, що дозволяє її розглядати, як приклад плюралістичного підходу до типології суспільства. Основний соціонічний критерій — способи сприйняття, аналізу, обробки і передавання інформації в соціумі. Соціоаналіз виокремлює 16 основних інфомоделей (інтегральних соціотипів), а з підтипами — 32, 64, 128 і 256 моделей. Причому базою для утворення основних типів, виступає розчленовування інформаційного потоку на 8 семантичних аспектів, що сприймаються в соціумі відповідними вісьмома соціофункціями. Восьмиелементна таблиця — модель особистості або соціуму, має достатньо даних, щоб окреслити соціальний світ у стислому вигляді і прийняти правильне керівне рішення.,

## Оцінки й критика
Кандидат філософських наук Євген Волков називає соціоніку псевдонауковою міфічною методикою у психології.
Доктор політичних наук Д. В. Ольшанський у власному нерецензованому посібнику «Основи політичної психології», згадує соціоніку як одну з оригінальних гіпотез щодо психологічної типології історичних постатей.
На думку кандидата філософських наук Є. Плетухіної, головна відмінність соціоніки від основних установок психології в її твердженні, що вроджені особливості людини не можна змінювати. Слабким місцем соціоніки, вважає Плетухіна, є відсутність єдиного способу визначення типу особистості, проте, вона радить застосовувати методи соціоніки у вихованні дітей
Соціологи Ю. Г. Волков і І. В. Мостова розглядають соціоніку у власному підручнику соціології, змальовуючи її як «нову систему знань».